# Specialisterne
A Specialisterne é uma empresa dinamarquesa que fornece cursos de capacitação para pessoas dentro do Transtorno do Espectro do Autismo, de abrangência mundial.
Fundada em 2004, a Specialisterne tinha, em 2020, atividades em vários países, entre eles a Dinamarca, Canadá, Itália, Brasil, Estados Unidos da América, Reino Unido e Austrália.
A Specialisterne fornece serviços como testes de software, controle de qualidade e conversão de dados para empresas. Além disso, a instituição auxilia no ingresso de autistas no mercado de trabalho.